# Cairo (Georgia)
Cairo város az USA Georgia államában. Lakosainak száma 10 179 fő (2020. április 1.).

## Népesség
A település népességének változása:

| 2010 | 9 607  |
| 2020 | 10 179 |